# Megalithone tillyardi
Megalithone tillyardi är en insektsart som beskrevs av Edgar F. Riek 1974. Megalithone tillyardi ingår i släktet Megalithone och familjen Ithonidae. Inga underarter finns listade i Catalogue of Life.